# Coroana Reginei Mary

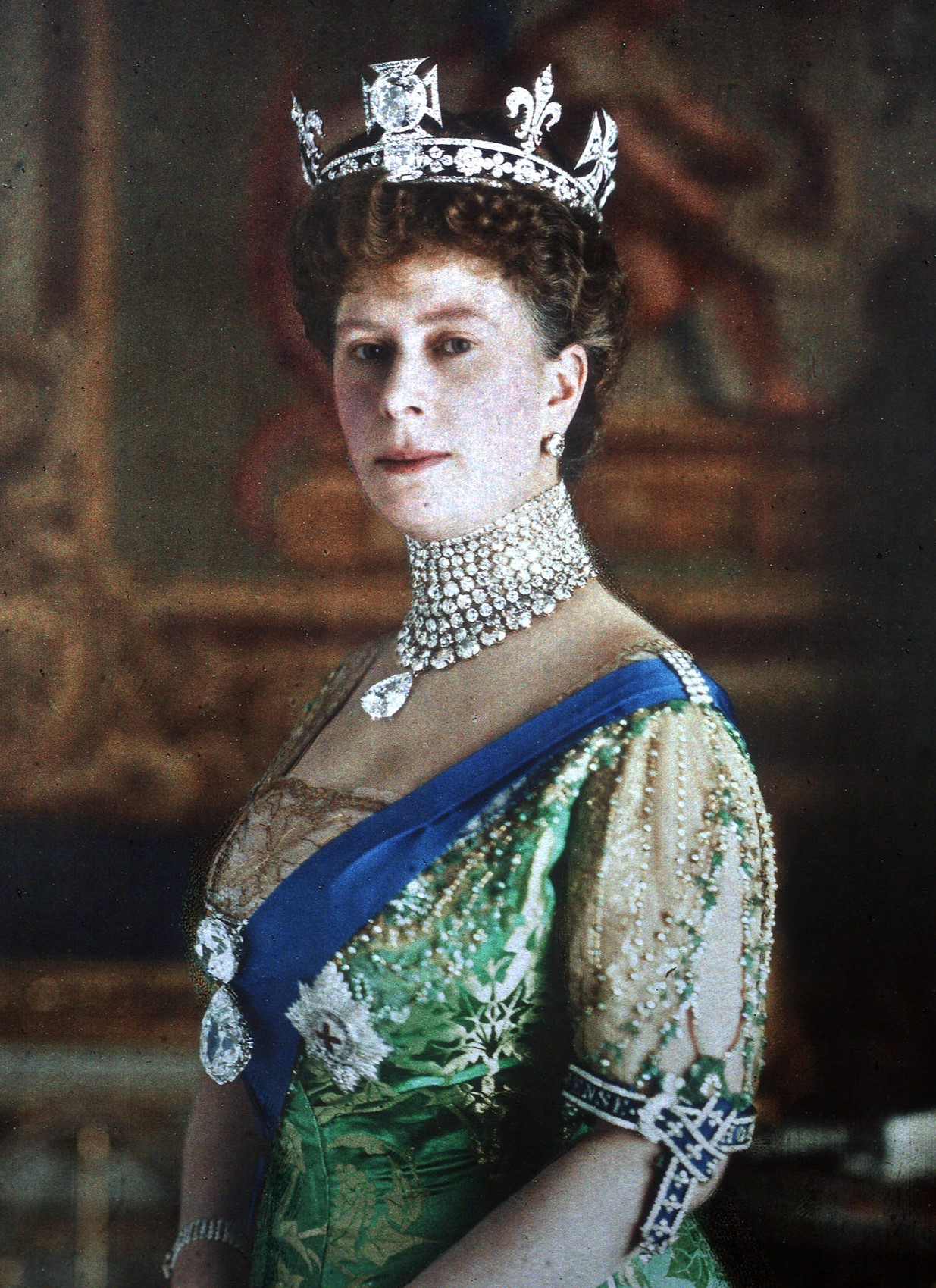
Coroana Reginei Mary fără arcade

Coroana Reginei Mary este coroana consoartă realizată pentru Regina Mary, soția lui George al V-lea, în 1911. 
Mary a cumpărat ea însăși coroana inspirată din stilul art deco de la Garrard & Co., sperând că va fi purtată și de către viitoarele regine consoarte. Este neobișnuită pentru o coroană britanică din cauza că are opt jumătăți de arcadă în loc de tradiționalele două arcade. Are 25 cm în înălțime și cântărește 590 g.
Coroana din argint aurit are în jur de 2.200 de diamante tăiate rose și briliant și inițial conținea diamantul Koh-i-Noor de 105,6 carate (21,12 g), precum și diamantele Cullinan III de 94,4 carate (18,88 g) și Cullinan IV de 63,6 carate (12,72 g) . În 1914, toate cele trei mari diamante au fost înlocuite cu modele de cristal, iar arcadele au fost făcute detașabile pentru a putea fi purtată drept coroniță sau coroană deschisă. Mary a purtat-o în acest stil după ce George al V-lea a murit în 1936.
De când Regina Mary a murit în 1953, coroana nu a mai fost purtată. Aceasta este expusă alături de alte Bijuterii ale Coroanei în Turnul Londrei.